# Џејна Праудморе
Џејна Праудморе је измишљени лик који се појављује у Воркафт серији видео игара компаније Близард Ентертејнмент. У оквиру игара она је најмоћнија жива чаробница. Тренутно је лорд Адмирал, владар краљевства Кул Тирас. Џејна је раније била вођа Кирин Тор-а, фракције магова који су владали градом Даларан. Заклела се да ће побеђивати Брнинг лигн и њене злобне агенте на било који начин и помогла да победи и протерају демони. Једном дипломата, залагала се за мир између Алијансе и Хорде, а касније се придружила Алијанси након уништења свог града Терамора у рукама Хорде. Лик је постао један од најзначајних и најистакнутијих ликова у Воркрафт легенди и добио је позитивне критике од играча. Џејни је дала глас Кери Гордон Ловри у игри Воркрафт III и Ворлд оф Воркрафт, тренутно јој даје глас Лаура Бејли у следећим експанзијама Ворлд оф Воркрафт, Хартстон и Хирос оф д Сторм.

## Развој
Џејан се први пут појавила у  Воркрафт III. Према дизајнеру кампање за игру, Давиду Фриеду, у раном нацрту је требало да умре и одгаја се као бенши, али овај елемент заплета је одбачен и пребачен у причу о Силванас Виндранер. У интервјуу са Воркрафт девелопером Дејвом Косаком над Ворлд оф Воркрафт: Мистс оф Пандариа, он је открио да велики део сценарија игре произилази из жеље програмера да омогуће Џејнин лик да се даље развија и омогући јој да даље учествује у причи, слично на то како "начин на који можете да преместите залагаонице на шаховској плочи да би краљица могла изаћи и почети да прави неку штету. Хирос оф д Сторм дизајнер Алан Дибири рекао је да је за Џејнин наступ у игри "дизајнирана да баца чаролије" и да су "њене способности засноване на хладноћи и може бацити магије које обухватају велико подручије и успорити непријатеље са хладноћом.
Хирос оф д Сторм дизајнер Кент-Ерик рекао је да смо, дизајнирајући лик, „забавили се радећи на Јаининим талентима. Ми смо прошли кроз много понављања,покушавали смо да будемо сигурни да има више начина за игру.Џејна моје да баца Фростболт сваке секуне ако одиграте карте како треба!" У интервјуу са Ворлд оф Воркрафт Трејдинг Кард Гејм девелопером Криптозоик је изјавио да "ММО фанови се одмах привлаче ка иконским ликовима као што су Тирион Форџринг, Џејна Праудморе, и Силванас Виндранер" што игрици додаје популарност.

## Појављивање
Џејна Праудморе је вођа Даларан-а и бивши вођа лучког града Терамора. Рођена у племству, Џејна је ћерка великог адмирала Дејлина Проудмоора, господара острвске нације Кул Тираса.
После показивања магичног талента у младости, договорено је да Џејна буде послата у Даларан како би започела шегртовање са Кирин Тором (фракцијом магова који владају Далараном). После упорног мољења, Џејна је прихваћена да буде шегрт вођи Кирин Тора, архимагета Антонајдаса, чиме је постала једна од ретких жена чаробњака у то време.
Током ране одрасле доби, Џејна се борила да спречи ширење мистериозне куге мртваца која би покренула Трећи рат и послала свог дугогодишњег пријатеља и романтичног интересовања, принца Артаса Менетил, низ пут непомућене таме.
Након куге Лордаерона и уништења Даларана током догађаја Варцрафт III, Џејна је прикупила онолико преживелих колико их је могла и повела их на запад преко великог мора, на крају стигавши до Калимдора и основајући град Тераморе. Како је рат ескалирао, Џејна је стекла поверење у Трала, вође реформиране Хорде, и постала кључни играч у обједињавању раса Азерота како би заједно радили и зауставили гориву легију.
Једном заговорница дипломатије и мира између Хорде и Алијансе, Џејна је недавно објавила рат Хорди након уништења Терамора у рукама вође Гарош Хелскрима. Након Терамовог уништења, Кирин Тор је пришао Јаини како би постала њихов нови вођа након смрти њиховог бившег вође Рхона од руке Хорде током Терамовог уништења.Прихватајући улогу, Џејна се обавезала да ће задржати обновљени Даларанов положај неутралности између Хорде и Алијансе упркос догађајима из Терамора. Међутим, након што је откривено да су крвници врачеви користили Даларанове ресурсе да помогну Хорди у крађи артефаката из престонице Дарнассуса, Џејна је протерала све вилењаке из Даларана, одводећи заробљенике тамо где је то могуће, али брзо убијајући сваког који се опирао. Џејна је од тада поклонила Даларан и моћни Кирин Тор краљу Вариану Врину и Алијанси.
Џејна се појављује као  лик у  игри Хирос оф д Сторм. У игри је снажни маг који баца магије, са директним нападима и нападима који делују на подручје непријатеља. Њене "херојске способности" омогућавају играчима да позову водни елемент или баце смрзавајући прстен који наноси штету и зауставља противнике.
Џејна се такође појављује у Воркрафт  карташкој игри Хартстоне, где је херој који се може играти и представља Маг класу. Као таква, она поседује снажне магичне способности и може искористити ефекте попут замрзавања и појачавања чаролије моћи. Такође се појављује у Ворлд оф Воркрафт Трејдинг Кард игри као колекционарска карта.

## Прихватање
Лик је добио углавном позитивне критике. Енгејџец Ана Стикни, док је критиковала „јадно стање“ женских ликова у Воркрафту, издвојила је Џејну као „блиставу изузетак“, написавши „Џејна стоји на своје две ноге, а њено постојање није везано ни за кога посебно.Артас је мртав, и док је у Вратх оф д Лич Кинг сваки други тренутак плакала, то је било разумљиво. Џејна се као лик одмакла од начина на који ју је Артас дефинисао и ступио у своје. "Осврћући се на Џејна Праудморе: Плима рата, Стикни је такође написала да „Кристи Голден познаје свој Воркрафт и то добро зна. Са мноштвом вољених романа Воркрафт под својим појасом, она и даље блиста својим најновијим кораком у свету Азерота. Голд такође није страно Јаина Проудмоореу; њен роман Артас: Рајз оф д Лич Кинг развио је више Џејнине бурне прошлости, као и рођење и смрт њене везе с Артасом, чак и док је Голден истражио детаље Артасовог пада. Речено је да Џејнин лик никада није написао боље Голден има задивљујућу спознају о жени и шта се тачно догађа у њеној глави." Стикни је даље написала да је "Јаина Проудмооре сила с којом се треба узети у обзир. Није то тајанствена магична маштарија, није да је она сада вођа Кирин Тора. Разлог је то што је чак и кад је била потиснута преко ивице губитка, чак и кад јој је одузета свака трунка подршке, ипак задржала своју мудрост. " Јаина се такође истакла у писму насловљеном на лик.
Мајк Фахеј из Котакуа назвао је Џејну "најмоћнијом чаробницом Воркрафта", и да је она " разваљивала у Воркрафту још од пре него што је постојао свет, а она је романтично била у вези са Лич Кингом пре почетка Лич Кинга. Близард је убацио Џејну у пакао, тако да је дошло време да се мало исплати у Хирос оф д Сторм ". Герго Вас је такође набројао да је "сјајан лик са којим су сви познати". Џон Бедфорд из Еурогејмера означио ју је "Воркрафтовим иконичним магом" мишљење које је сагласио Џулијан Ејдан из компаније Хардкоре Гејмер, који је утврдио да је Џејна "један од најзначајнији лик у Воркрафт причи". Ада је Џејну уврстио међу листу "неконвенционалних јунака видео игара", наводећи: "Најмоћнија мађионичарка у Воркрафт универзуму, Џејна Праудморе држи своју борбу, коју демонстрира више пута током игре. Али она није борац у срце, она је научник и дипломата који увек покушава наћи мирно решење. Касније игре донеле су упитне одлуке у вези с њеним карактером, али у својој  Варцрафт ИИИ инкарнацији она је била неко кога би млада дјевојка могла гледати: сјајна, храбра, толерантна и љубазна. " Током 2015. године, вијетнамске новине Тхан Ниен сврстале су "снажну и паметну" Џејну као 25. најсексипилније женско лице из видео игара. Она је такодје популарна тема за прерушавање.